# Особняк Дервиша-паши
Особняк Дервиша-паши (тур. Derviş Paşa Konağı) — исторический особняк и этнографический музей в квартале Арабахмет в Никосии, в настоящее время расположенный в Северной Никосии. Расположен на улице Белиг-паши и имеет два этажа. Считается одним из лучших образцов османской архитектуры на Кипре.

## История и описание
Нынешний особняк был построен на месте более раннего готического здания, стоявшего на том же месте. На входной двери высечен 1801 год, что указывает на год постройки здания. Особняк отремонтирован в 1869 году, и богато украшенная резьба по дереву на потолке датируется этим годом. В конце XIX века он принадлежал Хаджи Ахмету Дервишу Эфенди, богатому турку-киприоту, владевшему большими участками земли за пределами крепостных стен Никосии.
Нижний этаж выполнен из камня, а верхний — из самана. Его архитектура несет в себе ярко выраженный османский характер и отражает османский образ жизни того времени. Особняк имеет две входные двери: исторически одна предназначалась для мужчин (селямлик), а другая — для женщин (гарем). В доме есть большой внутренний двор, который использовался домочадцами для отдыха без выхода на улицу. Эркер на верхнем этаже построен в багдадском стиле.
В 1979 году особняк оказался под угрозой обрушения. В 1981 году выкуплен Турецкой Республикой Северного Кипра и после реконструкции открыт для посетителей как этнографический музей 21 марта 1988 года. Примечательно то, что это первый значительный проект реконструкции на Северном Кипре. В особняке выставлены предметы традиционного кипрского образа жизни, такие как кухонная утварь, инструменты для рукоделия, а также старинные мечи и историческая одежда.

## Галерея

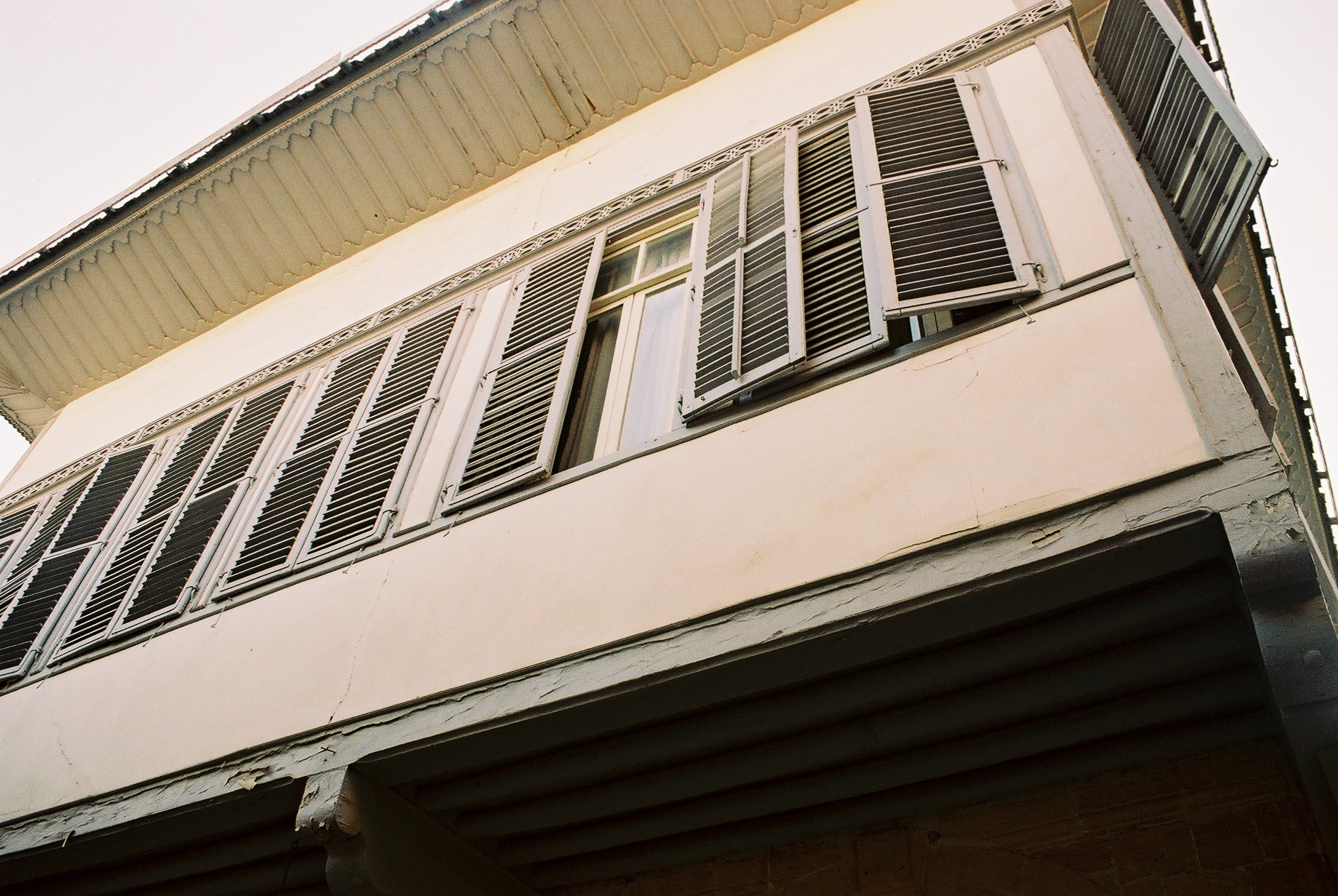
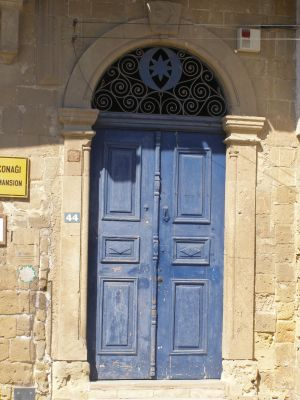
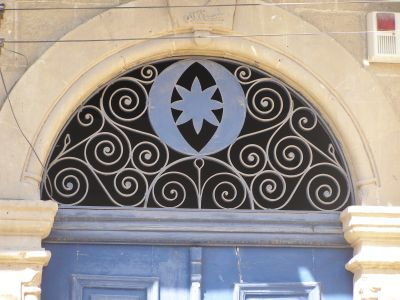